# Normalización (estadística)
En estadística y aplicaciones de estadísticas, la normalización puede tener una gama de significados. En los casos más sencillos, la normalización de índices significa ajustar los valores medidos en diferentes escalas respecto a una escala común, a menudo previo a un proceso de realizar promedios. En casos más complicados, la normalización puede referirse a ajustes más sofisticados donde la intención es conseguir todas las distribuciones de probabilidad que se ajustan a los valores. En el caso de normalización de puntuaciones en valoración educativa,  puede haber una intención para alinear distribuciones a una distribución normal. Una aproximación diferente a la normalización de distribuciones de probabilidad es normalización de cuantiles, donde los cuantiles de diferentes medidas son traídas al ajuste.
Otro uso en estadísticas para la normalización se refiere a la creación de versiones estadísticas cambiadas y escaladas, donde la intención es que los valores normalizados permitan la comparación de los valores normalizados con conjuntos de datos de manera que elimine los efectos de influencias, como en serie de tiempo anormal. Algunos tipos de normalización implican solo un escalamiento, para llegar en los valores relativos a alguna variable de medida. En términos de niveles de medida, tales proporciones solo tienen sentido para medidas de proporción (dónde las proporciones de medidas son significativas), no intervalos de medidas (dónde solo las distancias son significativas, pero no las proporciones).
En estadística teórica, la normalización paramétrica puede dirigir a cantidades pivotales – funciones cuya distribución de muestreo no depende de los parámetros – y a estadística subsidiaria – pivotal cantidades pueden ser computado
as de observaciones, sin parámetros conocidos.

## Ejemplos
Hay varias normalizaciones en estadísticas –  proporciones adimensionales de errores, residuales, promedios y desviaciones estándares, los cuales son invariante de escala – alguna de las cuales pueden ser resumidas como sigue. Note que en términos de niveles de medida, estas proporciones solo tienen sentido para proporciones de medidas (donde las proporciones de medidas son significativas), no intervalos de medidas (donde solo las distancias son significativas, pero no las proporciones).
| Nombre                   | Fórmula | Uso |
| ------------------------ | --- | --- |
| Puntuación estándar      | {\displaystyle {\frac {X-\mu }{\sigma }}}                                                                                      | Normaliza errores cuándo los parámetros de población son conocidos. Trabaja bien para poblaciones que están normalmente distribuidas. |
| T de student             | {\displaystyle {\frac {X-{\overline {X}}}{s}}}                                                                                 | Normalización residual cuándo los parámetros de población son desconocidos (estimados). |
| Studentized Residual     | {\displaystyle {\frac {{\hat {\epsilon }}_{i}}{{\hat {\sigma }}_{i}}}={\frac {X_{i}-{\hat {\mu }}_{i}}{{\hat {\sigma }}_{i}}}} | La normalización residual cuándo los parámetros son estimados, particularmente a través de puntos de diferentes puntos de datos en análisis de regresión. |
| Momento estandarizado    | {\displaystyle {\frac {\mu _{k}}{\sigma ^{k}}}}                                                                                | Normalización de momentos, utilizando la desviación estándar \sigma como una medida de escala. |
| Coeficiente de variación | {\displaystyle {\frac {\sigma }{\mu }}}                                                                                        | Normalizando la dispersión, utilizando la media como medida de escala, particularmente para distribución positiva como la distribución exponencial y distribución de Poisson. |
| Característica scaling   | {\displaystyle X'={\frac {X-X_{min}}{X_{max}-X_{min}}}}                                                                        | Característica escala suele traer todos los valores en el rango de [0,1]. Esto es llamado la normalización basada en la unidad. Esto puede ser generalizado para restringir la gama de valores en el conjuntos de datos entre cualesquier puntos arbitrarios a y b utilizando .{\displaystyle X'=a+{\frac {\left(X-X_{min}\right)\left(b-a\right)}{X_{max}-X_{min}}}} |

Notar que algunas otras proporciones como la proporción varianza - promedio {\displaystyle \left({\frac {\sigma ^{2}}{\mu }}\right)}, está también hecho para la normalización, pero no es adimensional: las unidades no cancelan, y por ello la proporción tiene unidades, y no es invariante de escala.

## Otros tipos
Otras normalizaciones adimensionales pueden ser usadas sin las suposiciones en la distribución incluyen:
- Asignación de percentiles.  Esto es común en pruebas estandarizadas. Ver también normalización de cuantiles.
- Normalización por añadir y/o multiplicando por constantes con valores entre 0 y 1.  Esto es usado para funciones de densidad de la probabilidad, con aplicaciones en campos como fisicoquímica en asignar probabilidades a {\displaystyle \phi ^{2}}.